# A696 road
Die A696 road (englisch für Straße A696) ist eine als Primary route ausgewiesene Fernverkehrsstraße in England, die von Newcastle upon Tyne nach Otterburn führt. Die Straße bietet sich wie die A697 road als kürzere Alternative zur A1 road in Richtung Edinburgh an.

## Verlauf

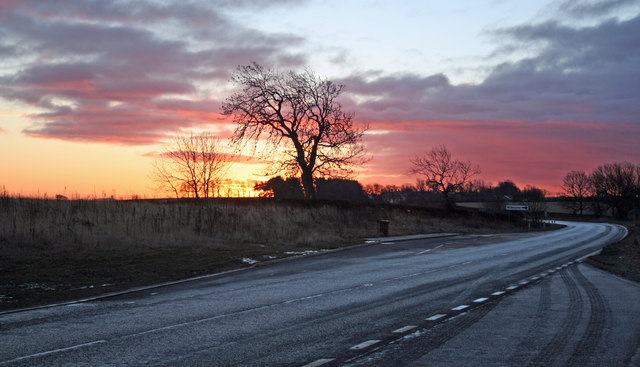
A696 bei Cadgers Burn (Aufnahme 2008)

Die vom Zentrum von Newcastle bis zum Newcastle Airport vierspurig ausgebaute Straße kreuzt die A1 im Zuge der westlichen Umfahrung von Newcastle, verläuft nach dem Flughafen durch Ponteland und durchzieht dann in nordwestlicher Richtung die Grafschaft Northumberland, passiert Kirkwhelpington und trifft schließlich nordwestlich von Otterburn in Elishaw an der Grenze des Northumberland-Nationalparks auf die von Darlington kommende A68 road, die über die Grenze zu Schottland nach Edinburgh weiterführt.